# زیگنی

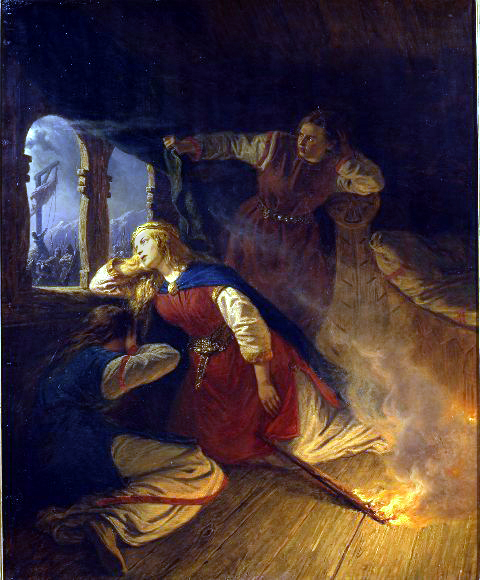
زیگنی و هاگبارد

زیگنی در اساطیر اسکاندیناوی عنوانی است که به‌طور کلی برای چندین شخصیت به کار برده می‌شود که دوتای آن‌ها در ولسونگا ساگا حضور دارند. زیگنی دختر ولسونگ و همسرش هیوردیس، خواهر دوقلوی زیگموند و نه برادر دیگر بود. او با زیگایر، پادشاه بدذات گیت ازدواج کرد و به سرعت به شخصیت ظالم و خائن او پی برد. او سعی کرد پدرش را برای ازدواج نکردن متقاعد کند، اما در این کار ناموفق ماند. هنگامی که زیگایر، پدر و برادرانش را به سرزمین خود دعوت کرد، زیگنی سعی کرد پدرش را از نقشهٔ شوم زیگایر با خبر کند، اما حرف‌های او نادیده گرفته شد. در نتیجه ولسونگ کشته شد و هر ده پسرش اسیر گشتند. زیگنی از شوهرش درخواست می‌کند تا برادرانش را نکشد، اما زیگایر که تمایل به شکنجه کردن آن‌ها پیش از مرگ داشت، برادران را در میانه جنگلی به درخت بسته و از مادرش که توانایی دگرپیکری به یک گرگ دارد می‌خواهد تا هر شب یکی از برادران را ببلعد. نه شب می‌گذرد و در دهمین شب فکری به ذهن زیگنی برای نجات تنها برادر زنده خود یعنی زیگموند می‌رسد. او یکی از خدمتکارانش را با ظرفی عسل به سراغ زیگموند می‌فرستد تا عسل را بر روی صورت و دهان او بریزد. هنگامی که گرگ به سراغ زیگموند آمد، شروع به لیسیدن عسل نمود و هنگامی که زبانش را برای لیسیدن عسل داخل دهان زیگموند کرد، زیگموند با گاز گرفتن زبان گرگ، وی را کشت. سپس زیگموند گریخته و در جنگل‌های گوتلند پنهان می‌شود و زیگنی نیز، پنهانی نیازهای وی را برآورده می‌کند.
زیگنی به چیزی جز انتقام پدر و برادرانش فکر نمی‌کرد. او چهار فرزند برای زیگایر به دنیا آورده بود. از آنجایی که برادرش در جنگلی نزدیک به قصر پنهان شده بود، با کمک یکدیگر نقشه‌ای برای انتقام خانوادهٔ خود کشیدند. زیگنی سعی داشت از دو پسر بزرگ خود برای از بین بردن زیگایر استفاده کند. هنگامی که هر یک از پسرانش به سن یازده سالگی رسیدند، به نوبت آن‌ها را نزد برادرش فرستاد تا آموزش ببینند. زیگموند کیسهٔ آردی به پسر بزرگتر داده تا با آن نان بپزد و خود برای جمع‌آوری هیزم به جنگل می‌رود. به محض بازگشت، پسر به او می‌گوید از دست زدن به کیسه برنج هراس داشت چون به نظر می‌رسید چیزی در آن زنده باشد. وقتی زیگموند به خواهرش گفت این پسر قوی بنیه نیست، او نیز به زیگموند گفت تا پسرش را بکشد. او نیز به ناچار خواهرزاده خود را می‌کشد. سال بعد، زیگنی پسر کوچکتر خود را برای آزمایش به پیش برادرش می‌فرستد، اما نتیجه آزمایش او نیز همانند برادر بزرگترش خونین بود. زیگنی به این نتیجه می‌رسد که تنها راه گرفتن انتقام این است که وی از برادرش صاحب فرزندی شود. او برای کمک نزد ساحره‌ای زیبا می‌رود. ساحره ظاهر زیگنی را طوری تغییر می‌دهد تا دقیقاً به شکل خودش در آید. زیگنی که دیگر به شکل ساحره شده بود به مدت سه شب با برادرش همبستر می‌شود و در نهایت پسری به نام سین‌فوتلی را به دنیا می‌آورد.
یازده سال بعد، زیگنی پسرش سین‌فوتلی را برای آزمون نزد زیگموند می‌فرستد. اما زیگموند از این مسئله که سین‌فوتلی پسرش است غافل بود. در نهایت پدر و پسری به اندازه‌ای قوی می‌شوند که بتوانند زیگایر و سربازانش را شکست دهند. آن‌ها در خفا وارد قصر می‌شوند، اما زیگایر و فرزندان زیگنی از حضور آن‌ها با خبر می‌شوند. برای بار دیگر زیگنی از برادرش می‌خواهد تا فرزندان او را به قتل برساند، اما او این کار را نمی‌کند. در عوض سین‌فوتلی هر دوی آن‌ها را می‌کشد و جنازه‌ها را جلوی پای پدرشان می‌اندازد. پس از نبردی طولانی، زیگایر آن‌ها را اسیر کرده و با قرار دادن سنگ بزرگی در میانشان، آن‌ها را زنده به گور می‌کند. در این میان زیگنی به‌طور مخفیانه برای آن‌ها غذا و شمشیر جادویی زیگموند را بدستش می‌رساند. زیگموند و سین‌فوتلی توسط شمشیر راه خود را به سطح زمین باز کرده و خود را نجات می‌دهند. آن‌ها شبانه به قصر برگشته و آنجا را به آتش می‌کشند. زیگنی تنها برای گفتن این مسئله که سین‌فوتلی پسر او و زیگموند است از ساختمان در حال سوختن بیرون آمد. سپس زیگنی خود را در کاخ در حال سوختن زیگایر می‌افکند تا در کنارش بمیرد.